# الفه سانتوس
الفه سانتوس (انگلیسی: Alefe Santos؛ زادهٔ ۱ مارس ۱۹۹۵) بازیکن فوتبال اهل برزیل است.
از باشگاه‌هایی که در آن بازی کرده‌است می‌توان به باشگاه فوتبال دربی کانتی، باشگاه فوتبال بریستول راورز، و باشگاه فوتبال نوتس کانتی اشاره کرد.